# Albert de Rault de Ramsault de Tortonval
Albert de Rault comte de Ramsault de Tortonval (Alberti) (døbt 5. september 1778 i Aire-sur-la-Lys, død 19. august 1855 i København) var en fransk adelsmand, der under Den Franske Revolution flygtede til Danmark i 1802. Han ernærede sig som tandlæge og blev hoftandlæge.
Han var søn af grev Albert Joseph Bauduin de Rault (1687-?), herre til godset Tortonval, vicekommandant over byen, slottet og fæstningen Aire, og Marie Francoise de Pastoret/Basterot.
I 1802 flygtede han til Danmark og ernærede sig som tandlæge, men uden hverken bevilling eller eksamen fra Kirurgisk Akademi. I 1803 fik Alberti bevilling til at udføre begrænset tandlægegerning, og i 1813 blev han udnævnt til hoftandlæge (uden gage). Senere blev han titulær professor.
Byen Albertslund er opkaldt efter Albert de Rault de Ramsault de Tortonval, som i 1817 købte en gård, hvis jorder udgør byens område. Navnet optræder første gang 1836.
Han ægtede 2. september 1809 på Sct. Hans Hospital Elise Marie Birgitte Christensen (29. april 1792 i København - 5. januar 1869 sammesteds).